# Crambus bellinii
Crambus bellinii is een vlinder uit de familie grasmotten (Crambidae). De wetenschappelijke naam van deze soort is voor het eerst geldig gepubliceerd in 2014 door Graziano Bassi.
Bassi noemde deze soort naar de Italiaanse componist Vincenzo Bellini.
De soort komt voor in tropisch Afrika. Ze werd ontdekt in het Bale-gebergte in Ethiopië.